# Josef Schmied
Josef Schmied (Raschnitz, 16 febbraio 1913 – Bad Abbach, 12 dicembre 1972) è stato un militare tedesco, decorato con la Croce di Cavaliere della Croce di Ferro nel corso della seconda guerra mondiale.

## Biografia
Nacque a Raschnitz, Boemia, allora parte integrante dell'Impero austro-ungarico il 15 dicembre 1913, all'interno di una famiglia di contadini. Suo padre morì nel 1914 mentre, come soldato di fanteria austriaco, combatteva in Russia. L'8 giugno 1936 aderì al Partito dei Sudeti. Il 1º novembre 1938 il gruppo locale del partito a Raschnitz venne trasferito al Partito Nazionalsocialista Tedesco dei Lavoratori (NSDAP). Andato a Ratisbona, nel Vecchio Reich, in cerca di lavoro, si arruolò nella Wehrmacht venendo assegnato a un Battaglione Pionieri (Pionier Bataillon 198). Dal febbraio 1940 fu schierato sul fronte occidentale come pioniere prendendo parte alla battaglia di Francia.
Dal giugno 1941 prese parte alle operazioni contro l'Unione Sovietica sul fronte orientale, dove fu ferito più volte e insignito del Distintivo per feriti in bronzo. Dopo il secondo anno campagna in URSS ricevette la Croce di Ferro di 2ª Classe il 25 marzo 1943 e la Croce di Ferro di 1ª Classe il 5 novembre dello stesso anno.  Inoltre, il 4 dicembre 1943, gli fu conferito il Distintivo di distruttore di carri per aver distrutto due carri armati (due volte) durante un assalto. Per il coraggio dimostrato sul fronte orientale fu insignito dello Scudo di Kuban, della Medaglia del fronte orientale e del Distintivo di assalto generale. Gruppenführer del 3./Pionier-Bataillon 198, assegnato alla 98. Infanterie-Division, il 26 gennaio 1944 gli fu conferita la Croce di Cavaliere della Croce di Ferro per aver condotto un contrattacco alla testa di alcuni pionieri che difendevano un'altura dominante che rischiava di andare perduta a causa di un attacco da parte di superiori forze nemiche. Durante questo combattimento rimase gravemente ferito e perse la gamba destra. Successivamente, il 22 febbraio 1944, ricevette il distintivo per feriti in argento per le gravi ferite riportate. Ricoverato in ospedale fu catturato dai sovietici e trasferito in URSS come prigioniero di guerra, ritornando in Germania nel 1947. Visse nella Germania meridionale fino alla sua morte, avvenuta a Bad Abbach il 12 dicembre 1972.

### Annotazioni
1. ↑  Suo fratello cadde in combattimento sul fronte orientale il 12 settembre 1943, anche lui capogruppo di un battaglione di pionieri.

### Fonti
1. 1 2 3 4 5 6 7 8 9 10 11 12 13 14  Team Militaria.
2. 1 2  Traces of War.